# Атакаменьйо

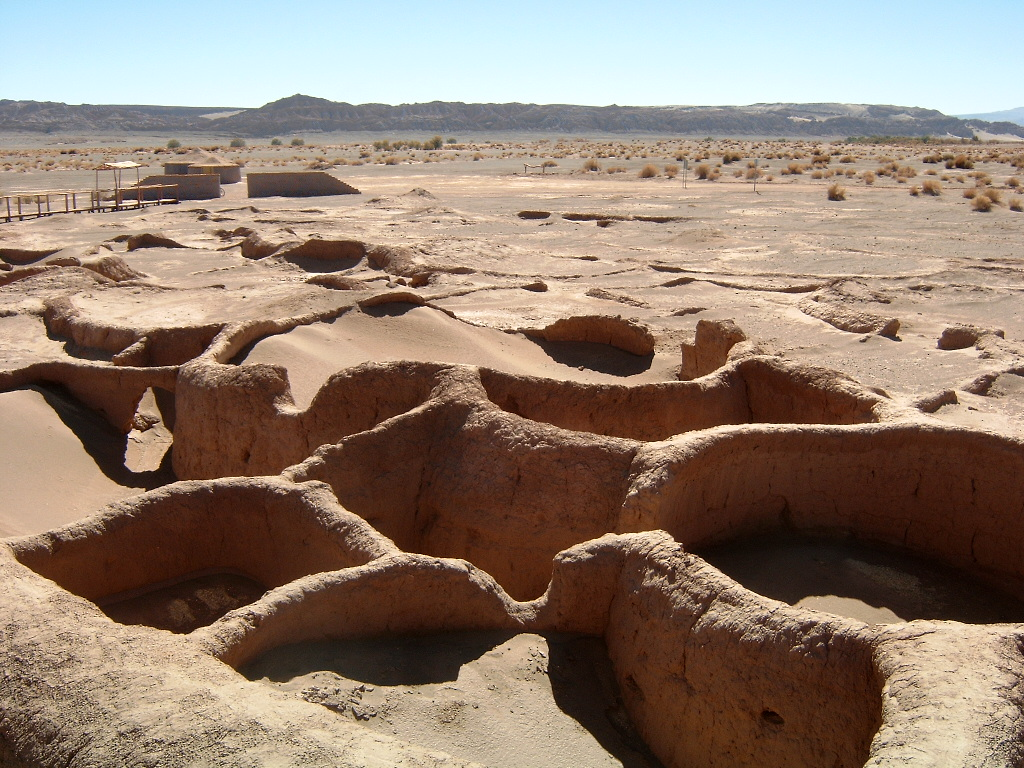
Залишки поселення Тулор (800 рік до н.е) біля сучасного міста Сан-Педро-де-Атакама

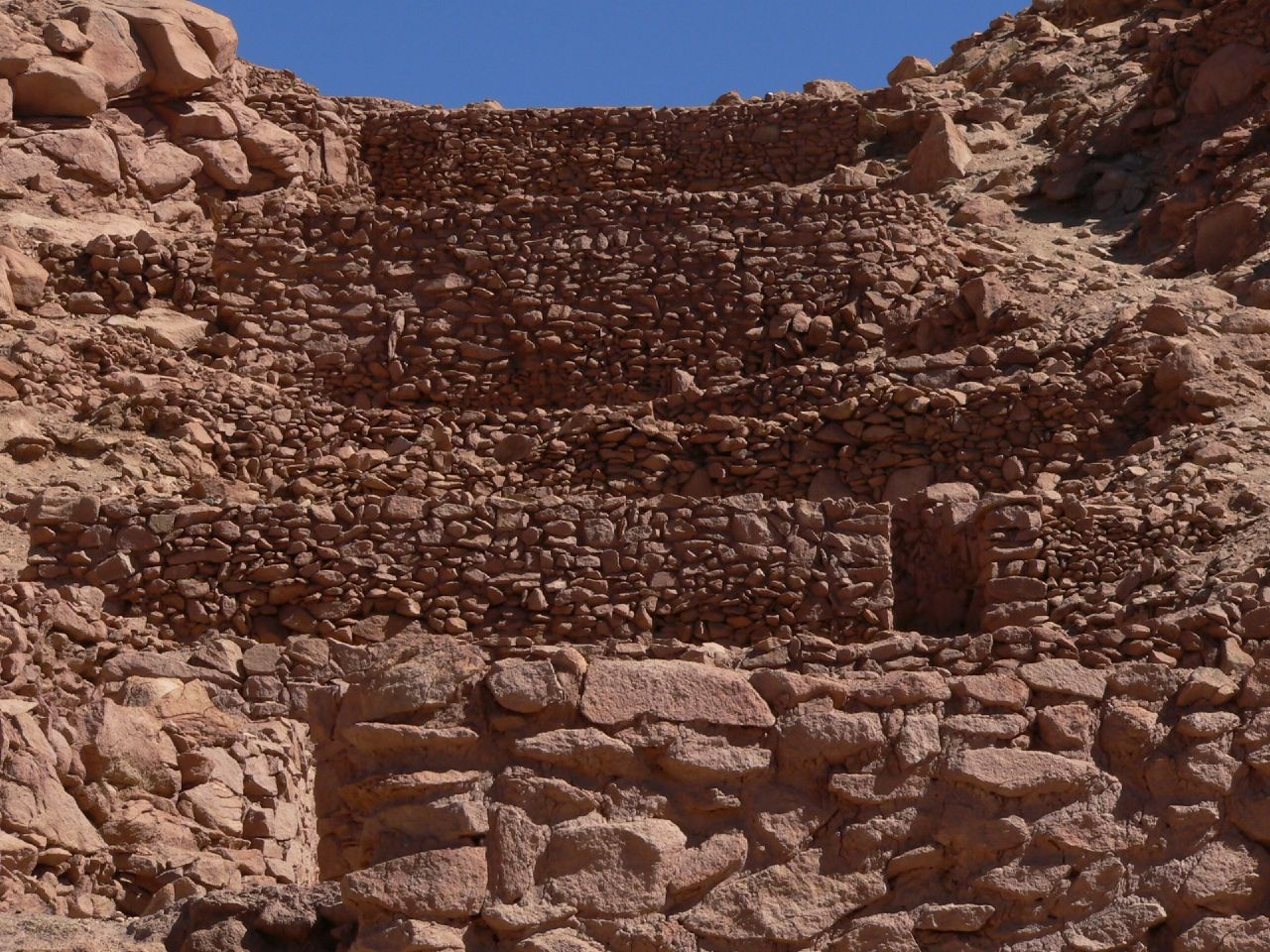
Пукара-де-Кітор біля Сан-Педро-де-Атакама

Атакаменьйо («атакамці», ісп. Atacameños, також відомі як Lickan-antay) — індіанський народ, що населяв андійську частину пустелі Атакама. Їхня традиційна мова — кунса.
Найбільш ранніми мешканцями пустелі Атакама були кочові мисливці, що слідували за стадами місцевих тварин, таких як лами. Пізніше, коли чисельність тварин зменшилася, а культурний рівень мешканців пустелі піднявся, вони перейшли до напівосілого способу життя із сезонними міграціями.
Між 2000 і 1000 роками до н. е. атакаменьйо повністю перешли до осілого життя. Їхня економіка стала залежати від вирощування кукурудзи та розведення лам.
Між 400 роком до н. е. і 100 роком нашої ери, атакамці досягли піку свого розвитку, перш за все в оазах Ласана, Чіу-Чіу, Калама, Сан-Педро-де-Атакама, Пейне, Тіломонте і Токонао.
У XIV-XV століттях атакамцями було створено значне місто-держава Тастіль, яке обіймала землі на півночі сучасних Аргентини та Чилі. Після тривалої боротьби було підкорено інками.